# Marguerite Higgins
Marguerite Higgins (Hong Kong, 3 de septiembre de 1920-Washington, 3 de enero de 1966) fue una periodista estadounidense reconocida como corresponsal de guerra. A mediados de los años 40 realizó la cobertura de la liberación en los campos de concentración de Buchenwald y Dachau y en los años 50 era una de las periodistas más famosas del mundo por sus trabajos en la Guerra de Corea que le supuso ganar el premio Pulitzer, la única mujer entre los seis reporteros condecorados por su cobertura.

## Biografía
Nació en Hong Kong donde su padre trabajaba, un hombre de negocios, Lawrence Daniel Higgins. Higguins había conocido a la madre de Marguerite, Marguerite de Godard, en París cuando era piloto estadounidense.  A los seis meses, Marguerite fue enviada a un centro de salud en Dalat, Vietnam, para recuperarse de la malaria. Cuando tenía cinco años, su familia se mudó a Oakland, California, donde su padre trabajaba como agente de carga para Pacific Mail Steamship Company.
Inició su formación universitaria en la Universidad de California, donde participó en el periódico universitario The Daily Californian y donde se graduó en 1941. Se trasladó a la Universidad de Columbia para obtener su máster en Periodismo.
En 1942 fue contratada por el New York Tribune, y en 1944, a los 24 años, consiguió que la destinaran a Londres para cubrir la Segunda Guerra Mundial. Al año siguiente pasó a Francia y luego Alemania, done fue reconocida por su cobertura de la liberación de los campos de concentración de Buchenwald, -donde llegó antes que las tropas aliadas- y Dachau, así como su cobertura de la toma del búnker de Hitler. Asistió a los juicios de Núremberg y en 1947 ascendió a la jefatura de la oficina del Tribune en Berlín.
En 1950 fue enviada a Japón para dirigir la oficina del Lejano Oriente, fue una de los primeros reporteros en llegar a la zona al inicio de la Guerra de Corea.
Cuando la dirección del periódico envió a su corresponsal estrella, Homer Bigart, y ordenó a Higgins que abandonara Corea, esta consiguió permanecer sobre el terreno recurriendo al propio General MacArthur. Esto le permitió cubrir el desembarco de Inchon en septiembre de 1950.
La cobertura de este conflicto le reportó el premio Pulitzer (1951). El informe del jurado del Premio citó los «excelentes informes de primera línea que muestran iniciativa y coraje», agregando que «Ella tiene derecho a una consideración especial por el hecho de ser mujer, ya que tuvo que trabajar bajo peligros inusuales».
En 1953 fue enviada a cubrir la guerra en Vietnam. Informó desde Dien Bien Phu (1953). En 1955 visitó la Unión Soviética, publicando sus experiencias en un libro. También cubrió la guerra civil en el Congo.
A principios de los años sesenta visitó varias veces Vietnam, publicando en 1965 Our Vietnam Nightmare, donde manifestaba sus dudas sobre la intervención norteamericana. En su última visita a Vietnam contrajo leishmaniasis, enfermedad de la que murió. Fue enterrada en el cementerio de Arlington en atención a su papel como corresponsal de guerra.
Hablaba chino, ruso, alemán y francés.

## Controversia
Sostuvo posiciones políticas duras respecto de la Guerra Fría, se manifestó a favor del uso de la bomba atómica durante el conflicto en Corea.

## Vida personal
Estaba casada con el general William Evans Hall.

## Premios
- Pulitzer 1951.[2]

## Reconocimientos póstumos
- El 2 de septiembre de 2010, Corea del Sur otorgó la Orden al Mérito del Servicio Diplomático (en coreano: 수교 훈장), uno de sus más altos honores, a Higgins. En una ceremonia en la capital, su hija y su nieto aceptaron el Heunginjang, una medalla nacional. El premio cita la valentía de Higgins al dar a conocer la lucha de Corea del Sur por la supervivencia a principios de la década de 1950.[6]

- En 2016, el Ministerio de Patriotas y Asuntos de Veteranos de Corea del Sur la distinguió como Heroína de la Guerra de Corea de mayo.[7]

## Publicaciones
- War In Korea: The Report Of A Woman Combat Correspondent. New York: Doubleday & Co. 1951.
- News is a Singular Thing, 1955
- Red Plush and Black Bread, 1955
- Our Vietnam Nightmare: The story of U.S. involvement in the Vietnamese tragedy, with thoughts on a future policy. New York: Harper and Row. 1965. ISBN 978-0-06-011890-7.